# Tầng Assel
| Hệ/ Kỷ                               | Thống/ Thế   | Bậc/ Kỳ      | Tuổi (Ma) | Tuổi (Ma) |
| ------------------------------------ | ------------ | ------------ | --------- | --------- |
| Trias                                | Hạ/Sớm       | Indu         | trẻ hơn   | trẻ hơn   |
| Permi                                | Lạc Bình     | Trường Hưng  | 251.902   | 254.14    |
| Permi                                | Lạc Bình     | Ngô Gia Bình | 254.14    | 259.1     |
| Permi                                | Guadalupe    | Capitan      | 259.1     | 265.1     |
| Permi                                | Guadalupe    | Word         | 265.1     | 268.8     |
| Permi                                | Guadalupe    | Road         | 268.8     | 272.95    |
| Permi                                | Cisural      | Kungur       | 272.95    | 283.5     |
| Permi                                | Cisural      | Artinsk      | 283.5     | 290.1     |
| Permi                                | Cisural      | Sakmara      | 290.1     | 295.0     |
| Permi                                | Cisural      | Assel        | 295.0     | 298.9     |
| Carbon                               | Pennsylvania | Gzhel        | già hơn   | già hơn   |
| Phân chia kỷ Permi theo ICS năm 2017 |              |              |           |           |

Tầng Assel là một tầng động vật thuộc thế Cisural (hay Hạ Permi) của kỷ Permi trong đại Cổ Sinh của liên đại Hiển Sinh, kéo dài từ khoảng 299±0,8 triệu năm trước (Ma) tới 294,6±0,8 Ma. Nó là tầng đầu tiên của kỷ Permi. Tầng Assel kế tiếp tầng Gzhel của thế Pennsylvania trong kỷ Than Đá và đứng ngay trước tầng Sakmara cùng thế Cisural. Tên gọi của tầng này đặt theo tên sông Assel ở miền nam dãy núi Ural, do V.E. Ruzhentsev đặt năm 1954.

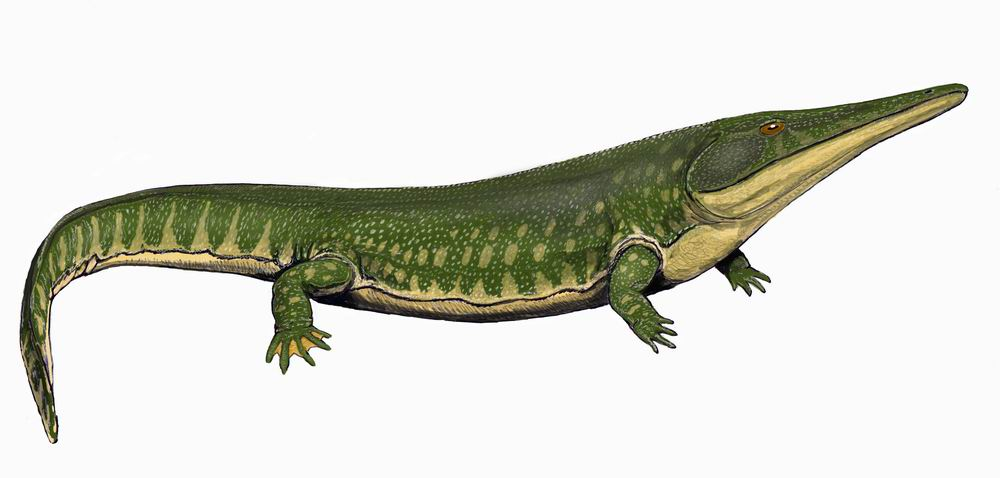
Archegosaurus decheni

GSSP chính thức của ICS nằm tại thung lũng Aidaralash thuộc dãy núi Ural, gần thành phố Aktobe (Aktyubinsk) của Kazakhstan. Mốc đánh dấu sự bắt đầu của tầng này thời điểm xuất hiện lần đầu tiên của loài động vật răng nón Streptognathodus isolatus trong kiểu hình Streptognathodus wabaunsensis. Mốc đánh dấu sự kết thúc của tầng này gần với thời điểm xuất hiện lần đầu tiên của loài động vật răng nón Streptognathodus postfusus.